# Eleição municipal de Nossa Senhora do Socorro em 2016
A eleição municipal de Nossa Senhora do Socorro em 2016 foi realizada em 2 de outubro. Os socorrenses aptos a votar elegeram prefeito, um vice-prefeito e 21 vereadores para o mandato de 1° de janeiro de 2017 a 31 de dezembro de 2020. No pleito, o deputado estadual Padre Inaldo, do PCdoB,  foi eleito prefeito de Nossa Senhora do Socorro com 35.190 votos (73,12% dos votos válidos), sendo o segundo colocado, o advogado Dr. Samuel Carvalho, do PPS, que recebeu 12.276 votos (25,51% dos votos válidos).

## Candidatos à prefeitura
Cinco candidatos disputaram a prefeitura de Nossa Senhora do Socorro:
| Prefeito(a)         | Prefeito(a) | Prefeito(a) | Cargo político anterior                  | Vice-Prefeito(a) | Vice-Prefeito(a) | Vice-Prefeito(a) | Coligação                                                                | Número eleitoral |
| Candidato           | Partido     | Partido     | Cargo político anterior                  | Candidato        | Partido          | Partido          | Coligação                                                                | Número eleitoral |
| Dr. Samuel Carvalho |             | PPS         | Sem cargo político anterior              | Capitão Márcio   |                  | PPS              | Sem coligação                                                            | 23               |
| Padre Inaldo        |             | PCdoB       | Deputado estadual de Sergipe (2015-2016) | Betinho Cruz     |                  | PMDB             | Agora é a Vez do Povo PCdoB, PMDB, PSD, REDE, PROS, PTN, PRB, PRP, PTdoB | 65               |
| Renata Braz         |             | PMB         | Sem cargo político anterior              | Josefa Pereira   |                  | PMB              | Sem coligação                                                            | 35               |

### Candidaturas indeferidas
| Prefeito(a) | Prefeito(a) | Prefeito(a) | Cargo político anterior                          | Vice-Prefeito(a)   | Vice-Prefeito(a) | Vice-Prefeito(a) | Coligação                                                                                          | Número eleitoral |
| Candidato   | Partido     | Partido     | Cargo político anterior                          | Candidato          | Partido          | Partido          | Coligação                                                                                          | Número eleitoral |
| Edson Luiz  |             | PP          | Prefeito de Nossa Senhora do Socorro (1989-1992) | Riuler Silva       |                  | PP               | Sem coligação                                                                                      | 11               |
| Zé Franco   |             | PSDB        | Deputado estadual de Sergipe (2011-2014)         | Klewerton Siqueira |                  | PDT              | Por Amor a Socorro PSDB, PDT, PSC, PR, PSB, DEM, PTB, PHS, PTC, PV, PRTB, PSDC, PMN, PEN, PPL, PSL | 45               |

## Resultados da eleição
Segundo os dados do Tribunal Superior Eleitoral, em Nossa Senhora do Socorro, 88.234 eleitores (87,85% do eleitorado) compareceram às urnas e 12.200 eleitores (12,15% do eleitorado) se abstiveram de votar.

### Prefeito
Conforme dados do Tribunal Superior Eleitoral, foram apurados 48.126 votos válidos (54,54%), 4.811 votos em branco (5,45%) e 35.297 votos nulos (40%), resultando no comparecimento de 88.234 eleitores.
| Candidato(a)            | Votos  | Porcentagem |
| ----------------------- | ------ | ----------- |
| Padre Inaldo PCdoB      | 35.190 | 73,12%      |
| Dr. Samuel Carvalho PPS | 12.276 | 25,51%      |
| Renata Braz PMB         | 660    | 1,37%       |
| Zé Franco PSDB          | 0      | 0%          |

| Partido | Partido | Candidato | Votos  | Votos (%) |
| ------- | ------- | --------- | ------ | --------- |
|         | PCdoB   | Inaldo    | 35 190 | 73,12%    |
|         | PPS     | Samuel    | 12 276 | 25,51%    |
|         | PMB     | Renata    | 660    | 1,37%     |
|         | PSDB    | Franco    | 0      | 0%        |
| Totais  | Totais  | Totais    | 48 126 |           |

### Vereadores eleitos
Foram eleitos vinte e um vereadores para a Câmara Municipal de Nossa Senhora do Socorro. Conforme dados do Tribunal Superior Eleitoral, foram apurados 79.701 votos válidos (90,33%), 2.924 votos em branco (3,31%) e 5.609 votos nulos (6,36%), resultando no comparecimento de 88.234 eleitores.
| Número | Candidato(a)           | Partido | Votos | Porcentagem |
| ------ | ---------------------- | ------- | ----- | ----------- |
| 20123  | Dr. Vagner Rogeris     | PSC     | 2.051 | 2,57%       |
| 12345  | Alan Mota              | PDT     | 1.949 | 2,45%       |
| 22222  | Elmo Paixão            | PR      | 1.847 | 2,32%       |
| 20000  | Jairo                  | PSC     | 1.768 | 2,22%       |
| 12000  | Zé Hilton Motos        | PDT     | 1.716 | 2,15%       |
| 55555  | Maria da Taiçoca       | PSD     | 1.552 | 1,95%       |
| 12123  | Professor Carlos Cunha | PDT     | 1.435 | 1,8%        |
| 33333  | Eliel Felipe           | PMN     | 1.416 | 1,78%       |
| 27700  | Júnior Panzuá          | PSDC    | 1.400 | 1,76%       |
| 70777  | Pastor Joanan Menezes  | PTdoB   | 1.391 | 1,75%       |
| 31200  | João Mochila           | PHS     | 1.232 | 1,55%       |
| 51111  | Leozinho Filho         | PEN     | 1.217 | 1,53%       |
| 27777  | Tico Guajará           | PSDC    | 1.128 | 1,42%       |
| 43600  | Gel                    | PV      | 1.073 | 1,35%       |
| 90123  | Cido Capunga           | PROS    | 1.039 | 1,3%        |
| 51123  | Edson do Pai André     | PEN     | 953   | 1,23%       |
| 10123  | Pastor Cláudio         | PRB     | 923   | 1,16%       |
| 90234  | Carlos da Padaria      | PROS    | 903   | 1,13%       |
| 27888  | Robson                 | PSDC    | 871   | 1,09%       |
| 18000  | Hélio Passos           | REDE    | 792   | 0,99%       |
| 21456  | Osiel Gomes Batista    | PCB     | 636   | 0,8%        |